# Danny De Bie
Danny De Bie (Beerzel, 23 januari 1960) is een  Belgisch voormalig veldrijder.

## Carrière
Danny de Bie was een laatbloeier, die pas doorbrak toen hij als prof in 1987 de zilveren WK-medaille won in Mladá Boleslav. De Bie was toen al 27 jaar oud en had als amateur zelden de indruk gegeven dat hij een hoogvlieger zou zijn. Hij was de middelste van de drie fietsende broers Eddy, Danny en Rudy. Als wegrenner behaalde Danny vele overwinningen, maar zijn hart ging uit naar de cross. Na dat onverhoopte WK-succes had De Bie de smaak te pakken. Hij ging voor zijn sport leven en trok in de winter bijna wekelijks naar Zwitserland, in die tijd het mekka van de veldritsport. Daar leerde hij het vak van veldrijder en deed hij de nodige hardheid op. 
Twee jaar later leverde hem dat de wereldtitel op. Het parcours in het Franse Pontchâteau was hem op het lijf geschreven en hij profiteerde er van zijn technische vaardigheid. Als enige crosser overwon hij er de kunstmatige hindernissen rijdend met de fiets. Een van die balken lag onderaan de voet van een helling. Door zijn technische vaardigheid kon hij op de lange helling steeds fietsen, terwijl concurrent Adrie van der Poel iedere keer lopend de bijna 100 meter lange klim moest overbruggen. Iedere ronde pakte De Bie zo een kleine voorsprong op de onvermoeibaar lijkende Nederlander, maar enkele ronden voor het einde moest ook Van der Poel zich gewonnen geven. De regenboogtrui gaf Danny de Bie de erkenning als veldrijder waarnaar hij al zo lang gehunkerd had. 
Hij groeide de volgende jaren uit tot een van de beste crossers van de wereld. Met de eindwinst in de Superprestige onderstreepte hij zijn kwaliteiten. Hij was de nieuwe vaandeldrager van de Belgische veldritsport. In 1991 kwam Danny De Bie in opspraak, toen hij na afloop van de Superprestigeveldrit van Zillebeke verdacht werd van fraude bij de dopingcontrole. Na allerlei processen werd hem toen de deelname aan het WK in Gieten geweigerd. Ook kreeg hij een boete van 60.000 Belgische frank opgelegd.
Danny De Bie was drie jaar op rij Belgisch kampioen en werd in 1993 verrassend onttroond. Paul Herygers klopte hem toen in de eindsprint. De Bie won in totaal 13 Superprestigewedstrijden en 5 wedstrijden in de GvA Trofee. Na zijn carrière ging hij als ploegleider van het Fidea Cycling Team aan de slag. Onder zijn hoede groeide Bart Wellens uit tot een wereldtopper.

## Erelijst
1986–1987
- Wereldkampioenschap te Mladá Boleslav

1987–1988
- Belgisch kampioenschap te Ploegsteert

1988–1989
- Wereldkampioenschap te Pontchâteau
- Superprestige Overijse
- Superprestige Asper-Gavere
- Belgisch kampioenschap te Bioul

1989–1990
- Belgisch kampioenschap te Overijse
- Superprestige Asper-Gavere
- Superprestige Diegem
- Superprestige Pilsen
- Superprestige Wetzikon
- Eindklassement Superprestige

1990–1991
- Belgisch kampioenschap te Asper
- Superprestige Pilsen
- Superprestige Gieten
- Superprestige Diegem
- Superprestige Overijse
- Superprestige Rome

1991–1992
- Belgisch kampioenschap te Diksmuide
- Superprestige Gieten

1992–1993
- Belgisch kampioenschap te Houthalen
- Superprestige Gieten

1993–1994
- Belgisch kampioenschap te Soumagne

## Overwinningen
| Seizoen   | Wereldbeker | Superprestige                                          | GvA Trofee      | WK     | BK     | Overige                                   | Totaal aantal zeges |
| --------- | ----------- | ------------------------------------------------------ | --------------- | ------ | ------ | ----------------------------------------- | ------------------- |
| 1986–1987 |             |                                                        |                 | Zilver |        |                                           | 0                   |
| 1987–1988 |             |                                                        |                 |        | Brons  | Vossem                                    | 1                   |
| 1988–1989 |             | Overijse, Asper-Gavere                                 |                 | Goud   | Brons  | Koksijde                                  | 4                   |
| 1989–1990 |             | Asper-Gavere, Diegem, Pilsen, Wetzikon, Eindklassement | Loenhout        |        | Goud   | Koksijde                                  | 7                   |
| 1990–1991 |             | Pilsen, Gieten, Diegem, Overijse, Rome                 | Loenhout        |        | Goud   | Contern                                   | 8                   |
| 1991–1992 |             | Gieten                                                 | Loenhout, Essen |        | Goud   | Koksijde, Vossem                          | 6                   |
| 1992–1993 |             | Gieten                                                 | Essen           |        | Zilver | Kalmthout                                 | 3                   |
| 1993–1994 |             |                                                        |                 |        | Zilver |                                           | 0                   |
| 1994–1995 |             |                                                        |                 |        |        |                                           | 0                   |
| 1996–1997 |             |                                                        |                 |        |        | Lohne, Meningen, Oostende, Dover, Aachen  | 5                   |
| 1997–1998 |             |                                                        |                 |        |        | Eernegem, Lohne, Lanarvilly, Ruddervoorde | 4                   |

## Resultaten in voornaamste wedstrijden
| Jaar | Ronde van Vlaanderen |
| ---- | -------------------- |
| 1987 | 80e                  |